# Tour de l'île de Chongming 2018
La 12e édition du Tour de l'île de Chongming a lieu du 26 avril 2018 au 28 avril 2018. C'est la dixième épreuve de l'UCI World Tour féminin 2018. 
Giorgia Bronzini remporte la première étape au sprint. Le lendemain, fait rarissime sur l'épreuve, une échappée se dispute la victoire. Charlotte Becker s'impose et prend la tête du classement général. Kirsten Wild gagne le sprint de l'ultime étape. Charlotte Becker inscrit son nom au palmarès devant ses compagnonnes d'échappée : Shannon Malseed  et Anastasiia Iakovenko. Giorgia Bronzini remporte le classement par points, Anastasiia Iakovenko  celui de la meilleure jeune, Jutatip Maneephan celui de la meilleure asiatique. La formation Tibco-SVB est la meilleure équipes, enfin Lucy Garner est lauréate du prix des monts. 

## Équipes
| Équipes féminines professionnelles (15)- Alé Cipollini - BTC City Ljubljana - China Liv Pro Cycling - Cylance - Doltcini-Van Eyck Sport - FDJ-Nouvelle Aquitaine-Futuroscope - Hitec Products-Birk Sport - Minsk Cycling Club - Mitchelton-Scott - Swapit Agolico - Thailand Women's Cycling Team - Tibco-Silicon Valley Bank - Valcar PBM - Virtu - Wiggle High5 Équipes nationales (2)- Hong Kong - Malaisie Équipe féminine amateur- Team Dukla Praha Women |
| |

## Étapes
| Étape     | Date    | Villes étapes                | type            | Distance (km) | Vainqueur d'étape | Leader du classement général |
| --------- | ------- | ---------------------------- | --------------- | ------------- | ----------------- | ---------------------------- |
| 1re étape | 26 avr. | Chongming – Chongming        | étape de plaine | 111,5         | Giorgia Bronzini  | Giorgia Bronzini             |
| 2e étape  | 27 avr. | Changxing Island – Chongming | étape de plaine | 121,3         | Charlotte Becker  | Charlotte Becker             |
| 3e étape  | 28 avr. | Chongming – Chongming        | étape de plaine | 126,5         | Kirsten Wild      | Charlotte Becker             |

## Déroulement de la course

### 1reétape
Une échappée d'une dizaine de coureuses part à mi-étape. Cependant le peloton ne leur laisse jamais plus de quarante secondes d'avance et la rattrape sans difficulté. Dans les derniers kilomètres, Corinna Lechner et Dalia Muccioli tentent, entre autres, leur chance mais sans succès. À huit cents mètres de l'arrivée, une chute implique de nombreuses coureuses. Au sprint, Giorgia Bronzini s'impose devant Kelly Druyts et Silvia Persico.
| \| Classement de l'étape \| Classement de l'étape \| Classement de l'étape \| Classement de l'étape \| Classement de l'étape \| \| Coureuse \| Coureuse \| Pays \| Équipe \| Temps \| \| --------------------- \| --------------------- \| --------------------- \| ---------------------------------- \| --------------------- \| \| 1re \| Giorgia Bronzini \| Italie \| Cylance \| 3 h 38 min 56 s \| \| 2e \| Kelly Druyts \| Belgique \| Doltcini-Van Eyck Sport \| + 0 s \| \| 3e \| Silvia Persico \| Italie \| Valcar PBM \| + 0 s \| \| 4e \| Sheyla Gutiérrez \| Espagne \| Cylance \| + 0 s \| \| 5e \| Eugénie Duval \| France \| FDJ-Nouvelle Aquitaine-Futuroscope \| + 0 s \| \| 6e \| Barbara Guarischi \| Italie \| Virtu Cycling Women \| + 0 s \| \| 7e \| Annette Edmondson \| Australie \| Wiggle High5 \| + 0 s \| \| 8e \| Hanna Tserakh \| Biélorussie \| Minsk Cycling Club \| + 0 s \| \| 9e \| Anastasia Chursina \| Russie \| BTC City Ljubljana \| + 0 s \| \| 10e \| Daniela Reis \| Portugal \| Doltcini-Van Eyck Sport \| + 0 s \| |                    |             |                                    |                 |
| |                    |             |                                    |                 |
| Sources : ProCyclingStats Cycling Quotient |                    |             |                                    |                 |
| Classement de l'étape |                    |             |                                    |                 |
| Coureuse | Coureuse           | Pays        | Équipe                             | Temps           |
| 1re | Giorgia Bronzini   | Italie      | Cylance                            | 3 h 38 min 56 s |
| 2e | Kelly Druyts       | Belgique    | Doltcini-Van Eyck Sport            | + 0 s           |
| 3e | Silvia Persico     | Italie      | Valcar PBM                         | + 0 s           |
| 4e | Sheyla Gutiérrez   | Espagne     | Cylance                            | + 0 s           |
| 5e | Eugénie Duval      | France      | FDJ-Nouvelle Aquitaine-Futuroscope | + 0 s           |
| 6e | Barbara Guarischi  | Italie      | Virtu Cycling Women                | + 0 s           |
| 7e | Annette Edmondson  | Australie   | Wiggle High5                       | + 0 s           |
| 8e | Hanna Tserakh      | Biélorussie | Minsk Cycling Club                 | + 0 s           |
| 9e | Anastasia Chursina | Russie      | BTC City Ljubljana                 | + 0 s           |
| 10e | Daniela Reis       | Portugal    | Doltcini-Van Eyck Sport            | + 0 s           |

| \| Classement général \| Classement général \| Classement général \| Classement général \| Classement général \| \| Coureuse \| Coureuse \| Pays \| Équipe \| Temps \| \| ------------------ \| ------------------ \| ------------------ \| ----------------------------- \| ------------------ \| \| 1re \| Giorgia Bronzini \| Italie \| Cylance \| 3 h 38 min 46 s \| \| 2e \| Kelly Druyts \| Belgique \| Doltcini-Van Eyck Sport \| + 4 s \| \| 3e \| Silvia Persico \| Italie \| Valcar PBM \| + 6 s \| \| 4e \| Jutatip Maneephan \| Thaïlande \| Thailand Women's cycling team \| + 7 s \| \| 5e \| Kirsten Wild \| Pays-Bas \| Wiggle High5 \| + 7 s \| \| 6e \| Jolien D'Hoore \| Belgique \| Mitchelton-Scott \| + 8 s \| \| 7e \| Claudia Koster \| Pays-Bas \| Virtu Cycling Women \| + 8 s \| \| 8e \| Chloe Hosking \| Australie \| Alé Cipollini \| + 9 s \| \| 9e \| Íngrid Drexel \| Mexique \| Tibco-Silicon Valley Bank \| + 9 s \| \| 10e \| Sheyla Gutiérrez \| Espagne \| Cylance \| + 10 s \| |                   |           |                               |                 |
| |                   |           |                               |                 |
| Sources : ProCyclingStats Cycling Quotient |                   |           |                               |                 |
| Classement général |                   |           |                               |                 |
| Coureuse | Coureuse          | Pays      | Équipe                        | Temps           |
| 1re | Giorgia Bronzini  | Italie    | Cylance                       | 3 h 38 min 46 s |
| 2e | Kelly Druyts      | Belgique  | Doltcini-Van Eyck Sport       | + 4 s           |
| 3e | Silvia Persico    | Italie    | Valcar PBM                    | + 6 s           |
| 4e | Jutatip Maneephan | Thaïlande | Thailand Women's cycling team | + 7 s           |
| 5e | Kirsten Wild      | Pays-Bas  | Wiggle High5                  | + 7 s           |
| 6e | Jolien D'Hoore    | Belgique  | Mitchelton-Scott              | + 8 s           |
| 7e | Claudia Koster    | Pays-Bas  | Virtu Cycling Women           | + 8 s           |
| 8e | Chloe Hosking     | Australie | Alé Cipollini                 | + 9 s           |
| 9e | Íngrid Drexel     | Mexique   | Tibco-Silicon Valley Bank     | + 9 s           |
| 10e | Sheyla Gutiérrez  | Espagne   | Cylance                       | + 10 s          |

### 2eétape
Au kilomètre soixante, un groupe d'échappée se forme avec Charlotte Becker, Coralie Demay, Anastasia Iakovenko, Shannon Malseed et Dalia Muccioli. Il a trois minutes trente d'avance à trente kilomètres de l'arrivée. Un groupe de contre part à ce moment-là, mais ne parvient pas à faire la jonction. L'avance du groupe de tête ne décroit que sensiblement au passage des dix kilomètres. Ces coureuses se disputent la victoire au sprint. Charlotte Becker se montre la plus rapide devant  Shannon Malseed et Anastasia Iakovenko. L'Allemande s'empare du maillot jaune. Derrière, Jolien D'Hoore règle le sprint du peloton.
| \| Classement de l'étape \| Classement de l'étape \| Classement de l'étape \| Classement de l'étape \| Classement de l'étape \| \| Coureuse \| Coureuse \| Pays \| Équipe \| Temps \| \| --------------------- \| --------------------- \| --------------------- \| ---------------------------------- \| --------------------- \| \| 1re \| Charlotte Becker \| Allemagne \| Hitec Products-Birk Sport \| 3 h 03 min 22 s \| \| 2e \| Shannon Malseed \| Australie \| Tibco-Silicon Valley Bank \| + 0 s \| \| 3e \| Anastasia Chursina \| Russie \| BTC City Ljubljana \| + 0 s \| \| 4e \| Dalia Muccioli \| Italie \| Valcar PBM \| + 0 s \| \| 5e \| Coralie Demay \| France \| FDJ-Nouvelle Aquitaine-Futuroscope \| + 3 s \| \| 6e \| Jolien D'Hoore \| Belgique \| Mitchelton-Scott \| + 1 min 12 s \| \| 7e \| Giorgia Bronzini \| Italie \| Cylance \| + 1 min 12 s \| \| 8e \| Barbara Guarischi \| Italie \| Virtu Cycling Women \| + 1 min 12 s \| \| 9e \| Chloe Hosking \| Australie \| Alé Cipollini \| + 1 min 12 s \| \| 10e \| Anna Trevisi \| Italie \| Alé Cipollini \| + 1 min 12 s \| |                    |           |                                    |                 |
| |                    |           |                                    |                 |
| Source : ProCyclingStats |                    |           |                                    |                 |
| Classement de l'étape |                    |           |                                    |                 |
| Coureuse | Coureuse           | Pays      | Équipe                             | Temps           |
| 1re | Charlotte Becker   | Allemagne | Hitec Products-Birk Sport          | 3 h 03 min 22 s |
| 2e | Shannon Malseed    | Australie | Tibco-Silicon Valley Bank          | + 0 s           |
| 3e | Anastasia Chursina | Russie    | BTC City Ljubljana                 | + 0 s           |
| 4e | Dalia Muccioli     | Italie    | Valcar PBM                         | + 0 s           |
| 5e | Coralie Demay      | France    | FDJ-Nouvelle Aquitaine-Futuroscope | + 3 s           |
| 6e | Jolien D'Hoore     | Belgique  | Mitchelton-Scott                   | + 1 min 12 s    |
| 7e | Giorgia Bronzini   | Italie    | Cylance                            | + 1 min 12 s    |
| 8e | Barbara Guarischi  | Italie    | Virtu Cycling Women                | + 1 min 12 s    |
| 9e | Chloe Hosking      | Australie | Alé Cipollini                      | + 1 min 12 s    |
| 10e | Anna Trevisi       | Italie    | Alé Cipollini                      | + 1 min 12 s    |

| \| Classement général \| Classement général \| Classement général \| Classement général \| Classement général \| \| Coureuse \| Coureuse \| Pays \| Équipe \| Temps \| \| ------------------ \| ------------------ \| ------------------ \| ---------------------------------- \| ------------------ \| \| 1re \| Charlotte Becker \| Allemagne \| Hitec Products-Birk Sport \| 5 h 42 min 05 s \| \| 2e \| Shannon Malseed \| Australie \| Tibco-Silicon Valley Bank \| + 5 s \| \| 3e \| Anastasia Chursina \| Russie \| BTC City Ljubljana \| + 8 s \| \| 4e \| Dalia Muccioli \| Italie \| Valcar PBM \| + 13 s \| \| 5e \| Coralie Demay \| France \| FDJ-Nouvelle Aquitaine-Futuroscope \| + 16 s \| \| 6e \| Giorgia Bronzini \| Italie \| Cylance \| + 1 min 13 s \| \| 7e \| Kelly Druyts \| Belgique \| Doltcini-Van Eyck Sport \| + 1 min 19 s \| \| 8e \| Jolien D'Hoore \| Belgique \| Mitchelton-Scott \| + 1 min 20 s \| \| 9e \| Silvia Persico \| Italie \| Valcar PBM \| + 1 min 21 s \| \| 10e \| Jutatip Maneephan \| Thaïlande \| Thailand Women's cycling team \| + 1 min 22 s \| |                    |           |                                    |                 |
| |                    |           |                                    |                 |
| Source : ProCyclingStats |                    |           |                                    |                 |
| Classement général |                    |           |                                    |                 |
| Coureuse | Coureuse           | Pays      | Équipe                             | Temps           |
| 1re | Charlotte Becker   | Allemagne | Hitec Products-Birk Sport          | 5 h 42 min 05 s |
| 2e | Shannon Malseed    | Australie | Tibco-Silicon Valley Bank          | + 5 s           |
| 3e | Anastasia Chursina | Russie    | BTC City Ljubljana                 | + 8 s           |
| 4e | Dalia Muccioli     | Italie    | Valcar PBM                         | + 13 s          |
| 5e | Coralie Demay      | France    | FDJ-Nouvelle Aquitaine-Futuroscope | + 16 s          |
| 6e | Giorgia Bronzini   | Italie    | Cylance                            | + 1 min 13 s    |
| 7e | Kelly Druyts       | Belgique  | Doltcini-Van Eyck Sport            | + 1 min 19 s    |
| 8e | Jolien D'Hoore     | Belgique  | Mitchelton-Scott                   | + 1 min 20 s    |
| 9e | Silvia Persico     | Italie    | Valcar PBM                         | + 1 min 21 s    |
| 10e | Jutatip Maneephan  | Thaïlande | Thailand Women's cycling team      | + 1 min 22 s    |

### 3eétape
Lors des sprints intermédiaires, Giorgia Bronzini et Chloe Hosking se livrent bataille afin de s'adjuger le maillot vert.
L'étape se conclut au sprint. Il est remporté par Kirsten Wild devant Jolien D'Hoore et Giorgia Bronzini.
| \| Classement de l'étape \| Classement de l'étape \| Classement de l'étape \| Classement de l'étape \| Classement de l'étape \| \| Coureuse \| Coureuse \| Pays \| Équipe \| Temps \| \| --------------------- \| --------------------- \| --------------------- \| ----------------------------- \| --------------------- \| \| 1re \| Kirsten Wild \| Pays-Bas \| Wiggle High5 \| 3 h 03 min 50 s \| \| 2e \| Jolien D'Hoore \| Belgique \| Mitchelton-Scott \| + 0 s \| \| 3e \| Giorgia Bronzini \| Italie \| Cylance \| + 0 s \| \| 4e \| Kelly Druyts \| Belgique \| Doltcini-Van Eyck Sport \| + 0 s \| \| 5e \| Barbara Guarischi \| Italie \| Virtu Cycling Women \| + 0 s \| \| 6e \| Chloe Hosking \| Australie \| Alé Cipollini \| + 0 s \| \| 7e \| Jutatip Maneephan \| Thaïlande \| Thailand Women's cycling team \| + 0 s \| \| 8e \| Kendall Ryan \| États-Unis \| Tibco-Silicon Valley Bank \| + 0 s \| \| 9e \| Kelly Markus \| Pays-Bas \| Doltcini-Van Eyck Sport \| + 0 s \| \| 10e \| Katerina Kohoutková \| Tchéquie \| Team Dukla Praha \| + 0 s \| |                     |            |                               |                 |
| |                     |            |                               |                 |
| Source : ProCyclingStats |                     |            |                               |                 |
| Classement de l'étape |                     |            |                               |                 |
| Coureuse | Coureuse            | Pays       | Équipe                        | Temps           |
| 1re | Kirsten Wild        | Pays-Bas   | Wiggle High5                  | 3 h 03 min 50 s |
| 2e | Jolien D'Hoore      | Belgique   | Mitchelton-Scott              | + 0 s           |
| 3e | Giorgia Bronzini    | Italie     | Cylance                       | + 0 s           |
| 4e | Kelly Druyts        | Belgique   | Doltcini-Van Eyck Sport       | + 0 s           |
| 5e | Barbara Guarischi   | Italie     | Virtu Cycling Women           | + 0 s           |
| 6e | Chloe Hosking       | Australie  | Alé Cipollini                 | + 0 s           |
| 7e | Jutatip Maneephan   | Thaïlande  | Thailand Women's cycling team | + 0 s           |
| 8e | Kendall Ryan        | États-Unis | Tibco-Silicon Valley Bank     | + 0 s           |
| 9e | Kelly Markus        | Pays-Bas   | Doltcini-Van Eyck Sport       | + 0 s           |
| 10e | Katerina Kohoutková | Tchéquie   | Team Dukla Praha              | + 0 s           |

## Classements finals

### Classement général final
| \| Classement général \| Classement général \| Classement général \| Classement général \| Classement général \| \| Coureuse \| Coureuse \| Pays \| Équipe \| Temps \| \| ------------------ \| ------------------ \| ------------------ \| ---------------------------------- \| ------------------ \| \| 1re \| Charlotte Becker \| Allemagne \| Hitec Products-Birk Sport \| 8 h 45 min 55 s \| \| 2e \| Shannon Malseed \| Australie \| Tibco-Silicon Valley Bank \| + 5 s \| \| 3e \| Anastasia Chursina \| Russie \| BTC City Ljubljana \| + 8 s \| \| 4e \| Dalia Muccioli \| Italie \| Valcar PBM \| + 13 s \| \| 5e \| Coralie Demay \| France \| FDJ-Nouvelle Aquitaine-Futuroscope \| + 16 s \| \| 6e \| Giorgia Bronzini \| Italie \| Cylance \| + 1 min 04 s \| \| 7e \| Kirsten Wild \| Pays-Bas \| Wiggle High5 \| + 1 min 12 s \| \| 8e \| Jolien D'Hoore \| Belgique \| Mitchelton-Scott \| + 1 min 13 s \| \| 9e \| Chloe Hosking \| Australie \| Alé Cipollini \| + 1 min 18 s \| \| 10e \| Kelly Druyts \| Belgique \| Doltcini-Van Eyck Sport \| + 1 min 19 s \| |                    |           |                                    |                 |
| |                    |           |                                    |                 |
| Source : ProCyclingStats |                    |           |                                    |                 |
| Classement général |                    |           |                                    |                 |
| Coureuse | Coureuse           | Pays      | Équipe                             | Temps           |
| 1re | Charlotte Becker   | Allemagne | Hitec Products-Birk Sport          | 8 h 45 min 55 s |
| 2e | Shannon Malseed    | Australie | Tibco-Silicon Valley Bank          | + 5 s           |
| 3e | Anastasia Chursina | Russie    | BTC City Ljubljana                 | + 8 s           |
| 4e | Dalia Muccioli     | Italie    | Valcar PBM                         | + 13 s          |
| 5e | Coralie Demay      | France    | FDJ-Nouvelle Aquitaine-Futuroscope | + 16 s          |
| 6e | Giorgia Bronzini   | Italie    | Cylance                            | + 1 min 04 s    |
| 7e | Kirsten Wild       | Pays-Bas  | Wiggle High5                       | + 1 min 12 s    |
| 8e | Jolien D'Hoore     | Belgique  | Mitchelton-Scott                   | + 1 min 13 s    |
| 9e | Chloe Hosking      | Australie | Alé Cipollini                      | + 1 min 18 s    |
| 10e | Kelly Druyts       | Belgique  | Doltcini-Van Eyck Sport            | + 1 min 19 s    |

### UCI World Tour

#### Points attribués
| Position                  | 1er | 2e  | 3e  | 4e  | 5e | 6e | 7e | 8e | 9e | 10e | 11e | 12e | 13e | 14e | 15e | 16e à 30e | 31e à 40e |  |  |  |
| Classement général        | 200 | 150 | 125 | 100 | 85 | 70 | 60 | 50 | 40 | 35  | 30  | 25  | 20  | 15  | 10  | 5         | 3         |  |  |  |
| Étapes et demi-étapes     | 25  | 20  | 18  | 16  | 14 | 12 | 10 | 8  | 6  | 4   |     |     |     |     |     |           |           |  |  |  |
| Port du maillot de leader | 5   |     |     |     |    |    |    |    |    |     |     |     |     |     |     |           |           |  |  |  |

### Classements annexes
| Classement par points | Classement par points | Classement par points | Classement par points     | Classement par points |
| Coureuse              | Coureuse              | Pays                  | Équipe                    | Points                |
| --------------------- | --------------------- | --------------------- | ------------------------- | --------------------- |
| 1re                   | Giorgia Bronzini      | Italie                | Cylance                   | 39 pts                |
| 2e                    | Jolien D'Hoore        | Belgique              | Mitchelton-Scott          | 26 pts                |
| 3e                    | Kelly Druyts          | Belgique              | Doltcini-Van Eyck Sport   | 20 pts                |
| 4e                    | Charlotte Becker      | Allemagne             | Hitec Products-Birk Sport | 19 pts                |
| 5e                    | Kirsten Wild          | Pays-Bas              | Wiggle High5              | 19 pts                |
| 6e                    | Chloe Hosking         | Australie             | Alé Cipollini             | 17 pts                |
| 7e                    | Shannon Malseed       | Australie             | Tibco-Silicon Valley Bank | 15 pts                |
| 8e                    | Barbara Guarischi     | Italie                | Virtu Cycling Women       | 14 pts                |
| 9e                    | Anastasia Chursina    | Russie                | BTC City Ljubljana        | 13 pts                |
| 10e                   | Silvia Persico        | Italie                | Valcar PBM                | 10 pts                |

| Classement par points | Classement par points | Classement par points | Classement par points     | Classement par points |
| Coureuse              | Coureuse              | Pays                  | Équipe                    | Points                |
| --------------------- | --------------------- | --------------------- | ------------------------- | --------------------- |
| 1re                   | Giorgia Bronzini      | Italie                | Cylance                   | 39 pts                |
| 2e                    | Jolien D'Hoore        | Belgique              | Mitchelton-Scott          | 26 pts                |
| 3e                    | Kelly Druyts          | Belgique              | Doltcini-Van Eyck Sport   | 20 pts                |
| 4e                    | Charlotte Becker      | Allemagne             | Hitec Products-Birk Sport | 19 pts                |
| 5e                    | Kirsten Wild          | Pays-Bas              | Wiggle High5              | 19 pts                |
| 6e                    | Chloe Hosking         | Australie             | Alé Cipollini             | 17 pts                |
| 7e                    | Shannon Malseed       | Australie             | Tibco-Silicon Valley Bank | 15 pts                |
| 8e                    | Barbara Guarischi     | Italie                | Virtu Cycling Women       | 14 pts                |
| 9e                    | Anastasia Chursina    | Russie                | BTC City Ljubljana        | 13 pts                |
| 10e                   | Silvia Persico        | Italie                | Valcar PBM                | 10 pts                |

| Classement de la montagne | Classement de la montagne | Classement de la montagne | Classement de la montagne | Classement de la montagne |
| Coureuse                  | Coureuse                  | Pays                      | Équipe                    | Points                    |
| ------------------------- | ------------------------- | ------------------------- | ------------------------- | ------------------------- |
| 1re                       | Lucy van der Haar         | Royaume-Uni               | Wiggle High5              | 2 pts                     |
| 2e                        | Paola Muñoz               | Chili                     | Swapit Agolico            | 1 pt                      |

| Classement de la montagne | Classement de la montagne | Classement de la montagne | Classement de la montagne | Classement de la montagne |
| Coureuse                  | Coureuse                  | Pays                      | Équipe                    | Points                    |
| ------------------------- | ------------------------- | ------------------------- | ------------------------- | ------------------------- |
| 1re                       | Lucy van der Haar         | Royaume-Uni               | Wiggle High5              | 2 pts                     |
| 2e                        | Paola Muñoz               | Chili                     | Swapit Agolico            | 1 pt                      |

| Classement du meilleur jeune | Classement du meilleur jeune | Classement du meilleur jeune | Classement du meilleur jeune  | Classement du meilleur jeune |
| Coureuse                     | Coureuse                     | Pays                         | Équipe                        | Temps                        |
| ---------------------------- | ---------------------------- | ---------------------------- | ----------------------------- | ---------------------------- |
| 1re                          | Anastasia Chursina           | Russie                       | BTC City Ljubljana            | 8 h 46 min 03 s              |
| 2e                           | Silvia Persico               | Italie                       | Valcar PBM                    | + 1 min 13 s                 |
| 3e                           | Hanna Tserakh                | Biélorussie                  | Minsk Cycling Club            | + 1 min 17 s                 |
| 4e                           | Katerina Kohoutková          | Tchéquie                     | Team Dukla Praha              | + 1 min 17 s                 |
| 5e                           | Tereza Neumanová             | Tchéquie                     | Team Dukla Praha              | + 1 min 17 s                 |
| 6e                           | Jelena Erić                  | Serbie                       | Cylance                       | + 1 min 17 s                 |
| 7e                           | Taisa Naskovich              | Biélorussie                  | Minsk Cycling Club            | + 1 min 17 s                 |
| 8e                           | Chaniporn Batriya            | Thaïlande                    | Thailand Women's cycling team | + 1 min 17 s                 |
| 9e                           | Nikola Bajgerová             | Tchéquie                     | Team Dukla Praha              | + 1 min 17 s                 |
| 10e                          | Bryony van Velzen            | Pays-Bas                     | Doltcini-Van Eyck Sport       | + 1 min 17 s                 |

| Classement du meilleur jeune | Classement du meilleur jeune | Classement du meilleur jeune | Classement du meilleur jeune  | Classement du meilleur jeune |
| Coureuse                     | Coureuse                     | Pays                         | Équipe                        | Temps                        |
| ---------------------------- | ---------------------------- | ---------------------------- | ----------------------------- | ---------------------------- |
| 1re                          | Anastasia Chursina           | Russie                       | BTC City Ljubljana            | 8 h 46 min 03 s              |
| 2e                           | Silvia Persico               | Italie                       | Valcar PBM                    | + 1 min 13 s                 |
| 3e                           | Hanna Tserakh                | Biélorussie                  | Minsk Cycling Club            | + 1 min 17 s                 |
| 4e                           | Katerina Kohoutková          | Tchéquie                     | Team Dukla Praha              | + 1 min 17 s                 |
| 5e                           | Tereza Neumanová             | Tchéquie                     | Team Dukla Praha              | + 1 min 17 s                 |
| 6e                           | Jelena Erić                  | Serbie                       | Cylance                       | + 1 min 17 s                 |
| 7e                           | Taisa Naskovich              | Biélorussie                  | Minsk Cycling Club            | + 1 min 17 s                 |
| 8e                           | Chaniporn Batriya            | Thaïlande                    | Thailand Women's cycling team | + 1 min 17 s                 |
| 9e                           | Nikola Bajgerová             | Tchéquie                     | Team Dukla Praha              | + 1 min 17 s                 |
| 10e                          | Bryony van Velzen            | Pays-Bas                     | Doltcini-Van Eyck Sport       | + 1 min 17 s                 |

| Classement par équipes | Classement par équipes             | Classement par équipes | Classement par équipes |
| Équipe                 | Équipe                             | Pays                   | Temps                  |
| ---------------------- | ---------------------------------- | ---------------------- | ---------------------- |
| 1re                    | Tibco-Silicon Valley Bank          | États-Unis             | 26 h 20 min 48 s       |
| 2e                     | Valcar PBM                         | Italie                 | + 0 s                  |
| 3e                     | Hitec Products-Birk Sport          | Norvège                | + 0 s                  |
| 4e                     | BTC City Ljubljana                 | Slovénie               | + 0 s                  |
| 5e                     | FDJ-Nouvelle Aquitaine-Futuroscope | France                 | + 3 s                  |
| 6e                     | Cylance                            | États-Unis             | + 1 min 12 s           |
| 7e                     | Doltcini-Van Eyck Sport            | Belgique               | + 1 min 12 s           |
| 8e                     | Team Dukla Praha Women             | Tchéquie               | + 1 min 12 s           |
| 9e                     | Minsk Cycling Club                 | Biélorussie            | + 1 min 12 s           |
| 10e                    | Thailand Women's Cycling Team      | Thaïlande              | + 1 min 12 s           |

| Classement par équipes | Classement par équipes             | Classement par équipes | Classement par équipes |
| Équipe                 | Équipe                             | Pays                   | Temps                  |
| ---------------------- | ---------------------------------- | ---------------------- | ---------------------- |
| 1re                    | Tibco-Silicon Valley Bank          | États-Unis             | 26 h 20 min 48 s       |
| 2e                     | Valcar PBM                         | Italie                 | + 0 s                  |
| 3e                     | Hitec Products-Birk Sport          | Norvège                | + 0 s                  |
| 4e                     | BTC City Ljubljana                 | Slovénie               | + 0 s                  |
| 5e                     | FDJ-Nouvelle Aquitaine-Futuroscope | France                 | + 3 s                  |
| 6e                     | Cylance                            | États-Unis             | + 1 min 12 s           |
| 7e                     | Doltcini-Van Eyck Sport            | Belgique               | + 1 min 12 s           |
| 8e                     | Team Dukla Praha Women             | Tchéquie               | + 1 min 12 s           |
| 9e                     | Minsk Cycling Club                 | Biélorussie            | + 1 min 12 s           |
| 10e                    | Thailand Women's Cycling Team      | Thaïlande              | + 1 min 12 s           |

## Évolution des classements
| Étapes             | Vainqueur          | Classement général | Classement par points | Classement de la montagne | Classement de la meilleure jeune | Classement de la meilleure asiatique | Classement de la meilleure équipe |
| ------------------ | ------------------ | ------------------ | --------------------- | ------------------------- | -------------------------------- | ------------------------------------ | --------------------------------- |
| 1                  | Giorgia Bronzini   | Giorgia Bronzini   | Giorgia Bronzini      | Lucy Garner               | Silvia Persico                   | Jutatip Maneephan                    | Cylance                           |
| 2                  | Charlotte Becker   | Charlotte Becker   | Giorgia Bronzini      | Lucy Garner               | Anastasiia Iakovenko             | Jutatip Maneephan                    | Tibco-SVB                         |
| 3                  | Kirsten Wild       | Charlotte Becker   | Giorgia Bronzini      | Lucy Garner               | Anastasiia Iakovenko             | Jutatip Maneephan                    | Tibco-SVB                         |
| Classements finals | Classements finals | Charlotte Becker   | Giorgia Bronzini      | Lucy Garner               | Anastasiia Iakovenko             | Jutatip Maneephan                    | Tibco-SVB                         |

## Liste des participantes
| Légende                             | Légende                                                                                              | Légende                                | Légende |
| ----------------------------------- | --- | -------------------------------------- | --- |
| Num                                 | Dossard de départ porté par la coureuse sur ce Tour de l'île de Chongming                            | Pos                                    | Position finale au classement général                                                                         |
| Leader du classement général        | Indique la vainqueur du classement général                                                           | Leader du classement par points        | Indique la vainqueur du classement par points                                                                 |
| Leader du classement de la montagne | Indique la vainqueur du classement de la montagne                                                    | Leader du classement du meilleur jeune | Indique la vainqueur du classement de la meilleure jeune                                                      |
|                                     | Indique la vainqueur du classement de la meilleure Asie                                              |                                        | Indique un maillot de champion national ou mondial, suivi de sa spécialité                                    |
| #                                   | Indique la meilleure équipe                                                                          | NP                                     | Indique une coureuse qui n'a pas pris le départ d'une étape, suivi du numéro de l'étape où elle s'est retirée |
| AB                                  | Indique une coureuse qui n'a pas terminé une étape, suivi du numéro de l'étape où elle s'est retirée | HD                                     | Indique un coureuse qui a terminé une étape hors des délais, suivi du numéro de l'étape                       |
| DSQ                                 | Indique un coureur qui a été disqualifié de la course, suivi du numéro de l'étape                    | *                                      | Indique un coureuse en lice pour le classement de la meilleure jeune (coureuses nées après le )               |

| Mitchelton-Scott MTS | Mitchelton-Scott MTS         | Mitchelton-Scott MTS |
| -------------------- | ---------------------------- | -------------------- |
| Num                  | Coureuse                     | Pos                  |
| 1                    | Jolien D'Hoore (BEL) (route) | 8e                   |
| 2                    | Gracie Elvin (AUS)           | 86e                  |
| 3                    | Sarah Roy (AUS)              | 43e                  |
| 4                    | Alexandra Manly (AUS)        | 87e                  |
| 5                    | Jenelle Crooks (AUS)         | 89e                  |

| Wiggle High5 WHT | Wiggle High5 WHT        | Wiggle High5 WHT |
| ---------------- | ----------------------- | ---------------- |
| Num              | Coureuse                | Pos              |
| 11               | Kirsten Wild (NED)      | 7e               |
| 12               | Amy Cure (AUS)          | 82e              |
| 13               | Annette Edmondson (AUS) | 45e              |
| 14               | Lucy van der Haar (GBR) | 53e              |
| 15               | Grace Garner (GBR)      | 81e              |
| 16               | Julie Norman Leth (DEN) | 58e              |

| Alé Cipollini ALE | Alé Cipollini ALE      | Alé Cipollini ALE |
| ----------------- | ---------------------- | ----------------- |
| Num               | Coureuse               | Pos               |
| 21                | Chloe Hosking (AUS)    | 9e                |
| 22                | Soraya Paladin (ITA)   | 78e               |
| 23                | Martina Stefani (ITA)  | 84e               |
| 24                | Karlijn Swinkels (NED) | NP-2              |
| 25                | Anna Trevisi (ITA)     | 40e               |

| Cylance CPC | Cylance CPC                    | Cylance CPC |
| ----------- | ------------------------------ | ----------- |
| Num         | Coureuse                       | Pos         |
| 31          | Giorgia Bronzini (ITA)         | 6e          |
| 32          | Marta Tagliaferro (ITA)        | 18e         |
| 33          | Jelena Erić (SRB)              | 27e         |
| 34          | Holly Breck (USA)              | 66e         |
| 35          | Marcella Toldi (BRA)           | 88e         |
| 36          | Sheyla Gutiérrez (ESP) (route) | 22e         |

| FDJ-Nouvelle Aquitaine-Futuroscope FDJ | FDJ-Nouvelle Aquitaine-Futuroscope FDJ | FDJ-Nouvelle Aquitaine-Futuroscope FDJ |
| -------------------------------------- | -------------------------------------- | -------------------------------------- |
| Num                                    | Coureuse                               | Pos                                    |
| 41                                     | Coralie Demay (FRA)                    | 5e                                     |
| 42                                     | Eugénie Duval (FRA)                    | 17e                                    |
| 43                                     | Maëlle Grossetête (FRA)                | 90e                                    |
| 44                                     | Greta Richioud (FRA)                   | AB-2                                   |

| BTC City Ljubljana BTC | BTC City Ljubljana BTC           | BTC City Ljubljana BTC |
| ---------------------- | -------------------------------- | ---------------------- |
| Num                    | Coureuse                         | Pos                    |
| 51                     | Urška Žigart (SLO)               | 63e                    |
| 52                     | Tanja Elsner (SLO)               | 69e                    |
| 53                     | Corinna Lechner (GER)            | 57e                    |
| 54                     | Mia Radotić (CRO)                | 42e                    |
| 55                     | Anastasia Chursina (RUS) (route) | 3e                     |
| 56                     | Olena Pavlukhina (AZE)           | 49e                    |

| Hitec Products-Birk Sport HPU | Hitec Products-Birk Sport HPU     | Hitec Products-Birk Sport HPU |
| ----------------------------- | --------------------------------- | ----------------------------- |
| Num                           | Coureuse                          | Pos                           |
| 61                            | Simona Frapporti (ITA)            | 44e                           |
| 62                            | Nina Kessler (NED)                | 39e                           |
| 63                            | Julie Meyer Solvang (NOR)         | 34e                           |
| 64                            | Charlotte Becker (GER)            | 1re                           |
| 65                            | Camilla Møllebro Pedersen (route) | 37e                           |

| Virtu Cycling Women TVC | Virtu Cycling Women TVC | Virtu Cycling Women TVC |
| ----------------------- | ----------------------- | ----------------------- |
| Num                     | Coureuse                | Pos                     |
| 71                      | Claudia Koster (NED)    | 13e                     |
| 72                      | Emilie Moberg (NOR)     | NP-2                    |
| 74                      | Barbara Guarischi (ITA) | 16e                     |
| 75                      | Mieke Kröger (GER)      | 74e                     |
| 76                      | Trine Schmidt (DEN)     | 24e                     |

| Valcar PBM VAL | Valcar PBM VAL          | Valcar PBM VAL |
| -------------- | ----------------------- | -------------- |
| Num            | Coureuse                | Pos            |
| 81             | Chiara Consonni (ITA)   | 51e            |
| 82             | Ilaria Sanguineti (ITA) | 47e            |
| 83             | Silvia Persico (ITA)    | 11e            |
| 84             | Dalia Muccioli (ITA)    | 4e             |
| 85             | Chiara Zanettin (ITA)   | 77e            |
| 86             | Allegra Arzuffi (ITA)   | 75e            |

| Tibco-Silicon Valley Bank TIB | Tibco-Silicon Valley Bank TIB | Tibco-Silicon Valley Bank TIB |
| ----------------------------- | ----------------------------- | ----------------------------- |
| Num                           | Coureuse                      | Pos                           |
| 91                            | Nicolle Bruderer (GUA)        | 83e                           |
| 92                            | Brodie Chapman (AUS)          | 54e                           |
| 93                            | Íngrid Drexel (MEX) (route)   | 15e                           |
| 94                            | Alison Jackson (CAN)          | 28e                           |
| 95                            | Shannon Malseed (AUS) (route) | 2e                            |
| 96                            | Kendall Ryan (USA)            | 29e                           |

| Doltcini-Van Eyck Sport DVE | Doltcini-Van Eyck Sport DVE | Doltcini-Van Eyck Sport DVE |
| --------------------------- | --------------------------- | --------------------------- |
| Num                         | Coureuse                    | Pos                         |
| 101                         | Kelly Druyts (BEL)          | 10e                         |
| 102                         | Kim de Baat (BEL)           | 70e                         |
| 103                         | Bryony van Velzen (NED)     | 38e                         |
| 104                         | Kelly Markus (NED)          | 31e                         |
| 105                         | Tetyana Riabchenko (UKR)    | 48e                         |
| 106                         | Daniela Reis (POR)          | 25e                         |

| Swapit Agolico SWA | Swapit Agolico SWA                         | Swapit Agolico SWA |
| ------------------ | ------------------------------------------ | ------------------ |
| Num                | Coureuse                                   | Pos                |
| 111                | Ana Teresa Casas (MEX)                     | 68e                |
| 112                | Andrea Ramírez (MEX)                       | NP-2               |
| 113                | Cynthia Covarrubias (MEX)                  | AB-2               |
| 114                | Paola Muñoz (CHI)                          | 14e                |
| 115                | Brenda Santoyo (MEX)                       | 59e                |
| 116                | Odemaris Denisse Mancilla de la Cruz (MEX) | 64e                |

| Minsk Cycling Club MCC | Minsk Cycling Club MCC      | Minsk Cycling Club MCC |
| ---------------------- | --------------------------- | ---------------------- |
| Num                    | Coureuse                    | Pos                    |
| 121                    | Anastasiya Dzedzikava (BLR) | AB-3                   |
| 122                    | Nastassia Kiptsikava (BLR)  | NP-2                   |
| 123                    | Taisa Naskovich (BLR)       | 30e                    |
| 124                    | Karalina Savenka (BLR)      | 50e                    |
| 125                    | Hanna Tserakh (BLR)         | 19e                    |
| 126                    | Ina Savenka (BLR)           | 21e                    |

| China Liv Pro Cycling GPC | China Liv Pro Cycling GPC | China Liv Pro Cycling GPC |
| ------------------------- | ------------------------- | ------------------------- |
| Num                       | Coureuse                  | Pos                       |
| 131                       | Bai Yue (CHN)             | 32e                       |
| 132                       | Wu Peixiao (CHN)          | 65e                       |
| 133                       | Dexiang Liu (CHN)         | 72e                       |
| 134                       | Siying Lu (CHN)           | 56e                       |
| 135                       | Pu Yixian (CHN)           | 55e                       |
| 136                       | Zhao Xisha (CHN)          | 36e                       |

| Thailand Women's cycling team TWC | Thailand Women's cycling team TWC | Thailand Women's cycling team TWC |
| --------------------------------- | --------------------------------- | --------------------------------- |
| Num                               | Coureuse                          | Pos                               |
| 141                               | Chanpeng Nontasin (THA)           | 52e                               |
| 142                               | Wilaiwan Kunlapha (THA)           | 60e                               |
| 143                               | Piyathida Thitjan (THA)           | 67e                               |
| 144                               | Jutatip Maneephan (THA)           | 12e                               |
| 145                               | Chaniporn Batriya (THA)           | 33e                               |
| 146                               | Apinya Thingkaew (THA)            | 80e                               |

| Team Dukla Praha TDP | Team Dukla Praha TDP      | Team Dukla Praha TDP |
| -------------------- | ------------------------- | -------------------- |
| Num                  | Coureuse                  | Pos                  |
| 151                  | Jarmila Machačová (CZE)   | 46e                  |
| 152                  | Lucie Hochmann (CZE)      | 41e                  |
| 153                  | Melissa van Neck (CZE)    | 23e                  |
| 154                  | Katerina Kohoutková (CZE) | 20e                  |
| 155                  | Tereza Neumanová (CZE)    | 26e                  |
| 156                  | Nikola Bajgerová (CZE)    | 35e                  |

| Malaisie MAS | Malaisie MAS                             | Malaisie MAS |
| ------------ | ---------------------------------------- | ------------ |
| Num          | Coureuse                                 | Pos          |
| 161          | Nurul Nadia Mohammed Fauzi               | AB-1         |
| 162          | Sharifah Ilyana Syed Zulkifli            | 62e          |
| 163          | Nur Aisyah Mohamad Zubir                 | 61e          |
| 164          | Siti Nur Adibah Akma Mohammed Fuad       | AB-2         |
| 165          | Ezzatie Fifiyana Shazwani Shaiful Hisham | 91e          |
| 166          | Nurul Najihah Inani Aziz                 | HD-1         |

| Hong Kong HKG | Hong Kong HKG  | Hong Kong HKG |
| ------------- | -------------- | ------------- |
| Num           | Coureuse       | Pos           |
| 171           | Yang Qianyu    | 76e           |
| 172           | Pang Yao       | 73e           |
| 173           | Wing Yee Leung | 71e           |
| 175           | Yin Yu Ma      | 79e           |
| 176           | Hoi Wah Leung  | 85e           |

| Mitchelton-Scott MTS | Mitchelton-Scott MTS         | Mitchelton-Scott MTS |
| -------------------- | ---------------------------- | -------------------- |
| Num                  | Coureuse                     | Pos                  |
| 1                    | Jolien D'Hoore (BEL) (route) | 8e                   |
| 2                    | Gracie Elvin (AUS)           | 86e                  |
| 3                    | Sarah Roy (AUS)              | 43e                  |
| 4                    | Alexandra Manly (AUS)        | 87e                  |
| 5                    | Jenelle Crooks (AUS)         | 89e                  |

| Wiggle High5 WHT | Wiggle High5 WHT        | Wiggle High5 WHT |
| ---------------- | ----------------------- | ---------------- |
| Num              | Coureuse                | Pos              |
| 11               | Kirsten Wild (NED)      | 7e               |
| 12               | Amy Cure (AUS)          | 82e              |
| 13               | Annette Edmondson (AUS) | 45e              |
| 14               | Lucy van der Haar (GBR) | 53e              |
| 15               | Grace Garner (GBR)      | 81e              |
| 16               | Julie Norman Leth (DEN) | 58e              |

| Alé Cipollini ALE | Alé Cipollini ALE      | Alé Cipollini ALE |
| ----------------- | ---------------------- | ----------------- |
| Num               | Coureuse               | Pos               |
| 21                | Chloe Hosking (AUS)    | 9e                |
| 22                | Soraya Paladin (ITA)   | 78e               |
| 23                | Martina Stefani (ITA)  | 84e               |
| 24                | Karlijn Swinkels (NED) | NP-2              |
| 25                | Anna Trevisi (ITA)     | 40e               |

| Cylance CPC | Cylance CPC                    | Cylance CPC |
| ----------- | ------------------------------ | ----------- |
| Num         | Coureuse                       | Pos         |
| 31          | Giorgia Bronzini (ITA)         | 6e          |
| 32          | Marta Tagliaferro (ITA)        | 18e         |
| 33          | Jelena Erić (SRB)              | 27e         |
| 34          | Holly Breck (USA)              | 66e         |
| 35          | Marcella Toldi (BRA)           | 88e         |
| 36          | Sheyla Gutiérrez (ESP) (route) | 22e         |

| FDJ-Nouvelle Aquitaine-Futuroscope FDJ | FDJ-Nouvelle Aquitaine-Futuroscope FDJ | FDJ-Nouvelle Aquitaine-Futuroscope FDJ |
| -------------------------------------- | -------------------------------------- | -------------------------------------- |
| Num                                    | Coureuse                               | Pos                                    |
| 41                                     | Coralie Demay (FRA)                    | 5e                                     |
| 42                                     | Eugénie Duval (FRA)                    | 17e                                    |
| 43                                     | Maëlle Grossetête (FRA)                | 90e                                    |
| 44                                     | Greta Richioud (FRA)                   | AB-2                                   |

| BTC City Ljubljana BTC | BTC City Ljubljana BTC           | BTC City Ljubljana BTC |
| ---------------------- | -------------------------------- | ---------------------- |
| Num                    | Coureuse                         | Pos                    |
| 51                     | Urška Žigart (SLO)               | 63e                    |
| 52                     | Tanja Elsner (SLO)               | 69e                    |
| 53                     | Corinna Lechner (GER)            | 57e                    |
| 54                     | Mia Radotić (CRO)                | 42e                    |
| 55                     | Anastasia Chursina (RUS) (route) | 3e                     |
| 56                     | Olena Pavlukhina (AZE)           | 49e                    |

| Hitec Products-Birk Sport HPU | Hitec Products-Birk Sport HPU     | Hitec Products-Birk Sport HPU |
| ----------------------------- | --------------------------------- | ----------------------------- |
| Num                           | Coureuse                          | Pos                           |
| 61                            | Simona Frapporti (ITA)            | 44e                           |
| 62                            | Nina Kessler (NED)                | 39e                           |
| 63                            | Julie Meyer Solvang (NOR)         | 34e                           |
| 64                            | Charlotte Becker (GER)            | 1re                           |
| 65                            | Camilla Møllebro Pedersen (route) | 37e                           |

| Virtu Cycling Women TVC | Virtu Cycling Women TVC | Virtu Cycling Women TVC |
| ----------------------- | ----------------------- | ----------------------- |
| Num                     | Coureuse                | Pos                     |
| 71                      | Claudia Koster (NED)    | 13e                     |
| 72                      | Emilie Moberg (NOR)     | NP-2                    |
| 74                      | Barbara Guarischi (ITA) | 16e                     |
| 75                      | Mieke Kröger (GER)      | 74e                     |
| 76                      | Trine Schmidt (DEN)     | 24e                     |

| Valcar PBM VAL | Valcar PBM VAL          | Valcar PBM VAL |
| -------------- | ----------------------- | -------------- |
| Num            | Coureuse                | Pos            |
| 81             | Chiara Consonni (ITA)   | 51e            |
| 82             | Ilaria Sanguineti (ITA) | 47e            |
| 83             | Silvia Persico (ITA)    | 11e            |
| 84             | Dalia Muccioli (ITA)    | 4e             |
| 85             | Chiara Zanettin (ITA)   | 77e            |
| 86             | Allegra Arzuffi (ITA)   | 75e            |

| Tibco-Silicon Valley Bank TIB | Tibco-Silicon Valley Bank TIB | Tibco-Silicon Valley Bank TIB |
| ----------------------------- | ----------------------------- | ----------------------------- |
| Num                           | Coureuse                      | Pos                           |
| 91                            | Nicolle Bruderer (GUA)        | 83e                           |
| 92                            | Brodie Chapman (AUS)          | 54e                           |
| 93                            | Íngrid Drexel (MEX) (route)   | 15e                           |
| 94                            | Alison Jackson (CAN)          | 28e                           |
| 95                            | Shannon Malseed (AUS) (route) | 2e                            |
| 96                            | Kendall Ryan (USA)            | 29e                           |

| Doltcini-Van Eyck Sport DVE | Doltcini-Van Eyck Sport DVE | Doltcini-Van Eyck Sport DVE |
| --------------------------- | --------------------------- | --------------------------- |
| Num                         | Coureuse                    | Pos                         |
| 101                         | Kelly Druyts (BEL)          | 10e                         |
| 102                         | Kim de Baat (BEL)           | 70e                         |
| 103                         | Bryony van Velzen (NED)     | 38e                         |
| 104                         | Kelly Markus (NED)          | 31e                         |
| 105                         | Tetyana Riabchenko (UKR)    | 48e                         |
| 106                         | Daniela Reis (POR)          | 25e                         |

| Swapit Agolico SWA | Swapit Agolico SWA                         | Swapit Agolico SWA |
| ------------------ | ------------------------------------------ | ------------------ |
| Num                | Coureuse                                   | Pos                |
| 111                | Ana Teresa Casas (MEX)                     | 68e                |
| 112                | Andrea Ramírez (MEX)                       | NP-2               |
| 113                | Cynthia Covarrubias (MEX)                  | AB-2               |
| 114                | Paola Muñoz (CHI)                          | 14e                |
| 115                | Brenda Santoyo (MEX)                       | 59e                |
| 116                | Odemaris Denisse Mancilla de la Cruz (MEX) | 64e                |

| Minsk Cycling Club MCC | Minsk Cycling Club MCC      | Minsk Cycling Club MCC |
| ---------------------- | --------------------------- | ---------------------- |
| Num                    | Coureuse                    | Pos                    |
| 121                    | Anastasiya Dzedzikava (BLR) | AB-3                   |
| 122                    | Nastassia Kiptsikava (BLR)  | NP-2                   |
| 123                    | Taisa Naskovich (BLR)       | 30e                    |
| 124                    | Karalina Savenka (BLR)      | 50e                    |
| 125                    | Hanna Tserakh (BLR)         | 19e                    |
| 126                    | Ina Savenka (BLR)           | 21e                    |

| China Liv Pro Cycling GPC | China Liv Pro Cycling GPC | China Liv Pro Cycling GPC |
| ------------------------- | ------------------------- | ------------------------- |
| Num                       | Coureuse                  | Pos                       |
| 131                       | Bai Yue (CHN)             | 32e                       |
| 132                       | Wu Peixiao (CHN)          | 65e                       |
| 133                       | Dexiang Liu (CHN)         | 72e                       |
| 134                       | Siying Lu (CHN)           | 56e                       |
| 135                       | Pu Yixian (CHN)           | 55e                       |
| 136                       | Zhao Xisha (CHN)          | 36e                       |

| Thailand Women's cycling team TWC | Thailand Women's cycling team TWC | Thailand Women's cycling team TWC |
| --------------------------------- | --------------------------------- | --------------------------------- |
| Num                               | Coureuse                          | Pos                               |
| 141                               | Chanpeng Nontasin (THA)           | 52e                               |
| 142                               | Wilaiwan Kunlapha (THA)           | 60e                               |
| 143                               | Piyathida Thitjan (THA)           | 67e                               |
| 144                               | Jutatip Maneephan (THA)           | 12e                               |
| 145                               | Chaniporn Batriya (THA)           | 33e                               |
| 146                               | Apinya Thingkaew (THA)            | 80e                               |

| Team Dukla Praha TDP | Team Dukla Praha TDP      | Team Dukla Praha TDP |
| -------------------- | ------------------------- | -------------------- |
| Num                  | Coureuse                  | Pos                  |
| 151                  | Jarmila Machačová (CZE)   | 46e                  |
| 152                  | Lucie Hochmann (CZE)      | 41e                  |
| 153                  | Melissa van Neck (CZE)    | 23e                  |
| 154                  | Katerina Kohoutková (CZE) | 20e                  |
| 155                  | Tereza Neumanová (CZE)    | 26e                  |
| 156                  | Nikola Bajgerová (CZE)    | 35e                  |

| Malaisie MAS | Malaisie MAS                             | Malaisie MAS |
| ------------ | ---------------------------------------- | ------------ |
| Num          | Coureuse                                 | Pos          |
| 161          | Nurul Nadia Mohammed Fauzi               | AB-1         |
| 162          | Sharifah Ilyana Syed Zulkifli            | 62e          |
| 163          | Nur Aisyah Mohamad Zubir                 | 61e          |
| 164          | Siti Nur Adibah Akma Mohammed Fuad       | AB-2         |
| 165          | Ezzatie Fifiyana Shazwani Shaiful Hisham | 91e          |
| 166          | Nurul Najihah Inani Aziz                 | HD-1         |

| Hong Kong HKG | Hong Kong HKG  | Hong Kong HKG |
| ------------- | -------------- | ------------- |
| Num           | Coureuse       | Pos           |
| 171           | Yang Qianyu    | 76e           |
| 172           | Pang Yao       | 73e           |
| 173           | Wing Yee Leung | 71e           |
| 175           | Yin Yu Ma      | 79e           |
| 176           | Hoi Wah Leung  | 85e           |